# Profunditerebra hiscocki
Profunditerebra hiscocki é uma espécie de gastrópode do gênero Profunditerebra, pertencente a família Terebridae.